# Rafael Bustillo (província)
Rafael Bustillo é uma província da Bolívia localizada no departamento de Potosí, sua capital é a cidade de Uncía.
A província foi criada por lei de 8 de outubro de 1908 durante o primeiro governo do presidente Ismael Montes Gamboa, separando-se da província de Charcas.
Recebeu esse nome em homenagem a Rafael Bustillo (1813-1873), chanceler boliviano durante a Guerra do Pacífico.